# Jaume Alfons

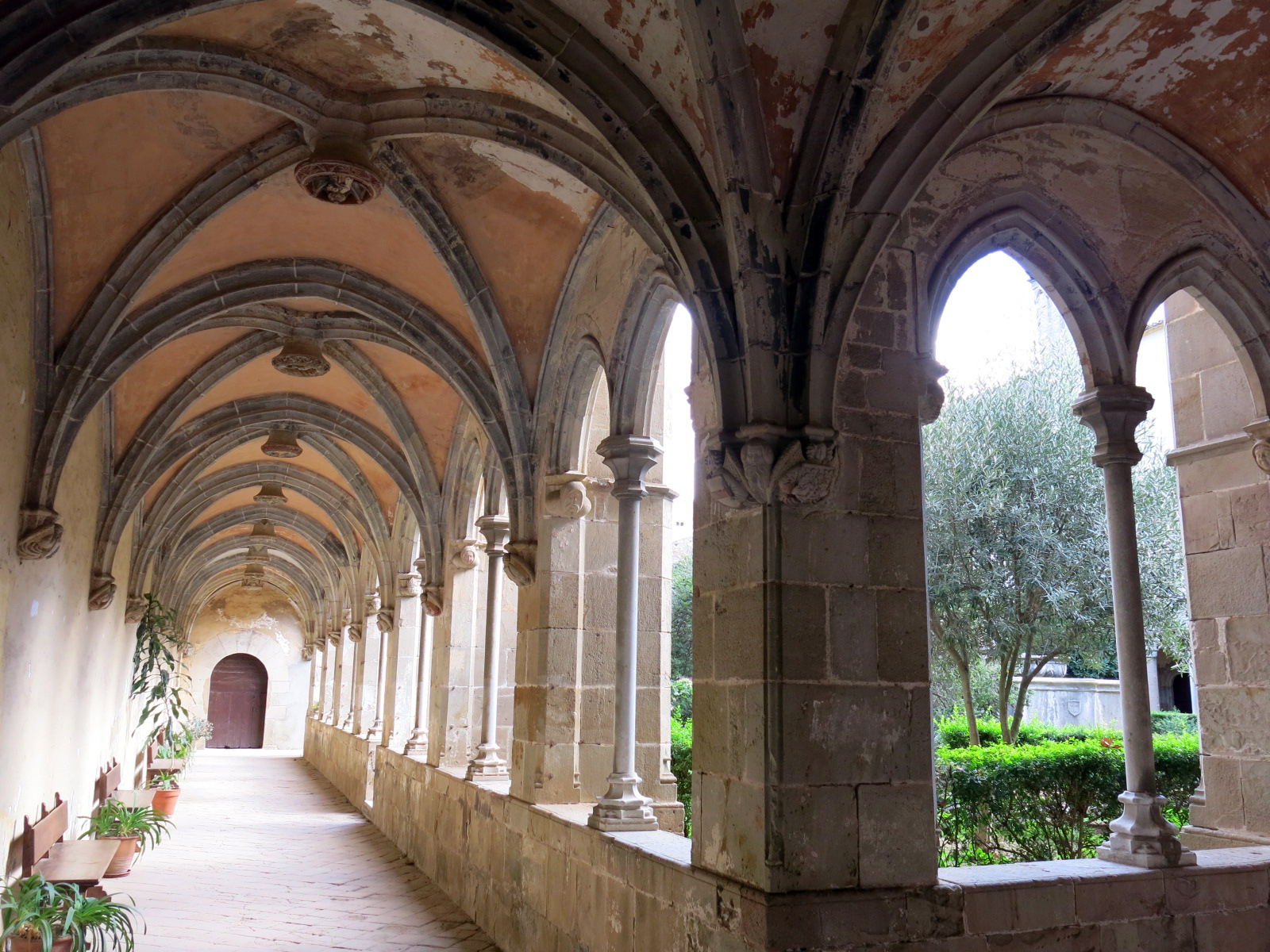
Claustre de S. Jeroni de la Murtra

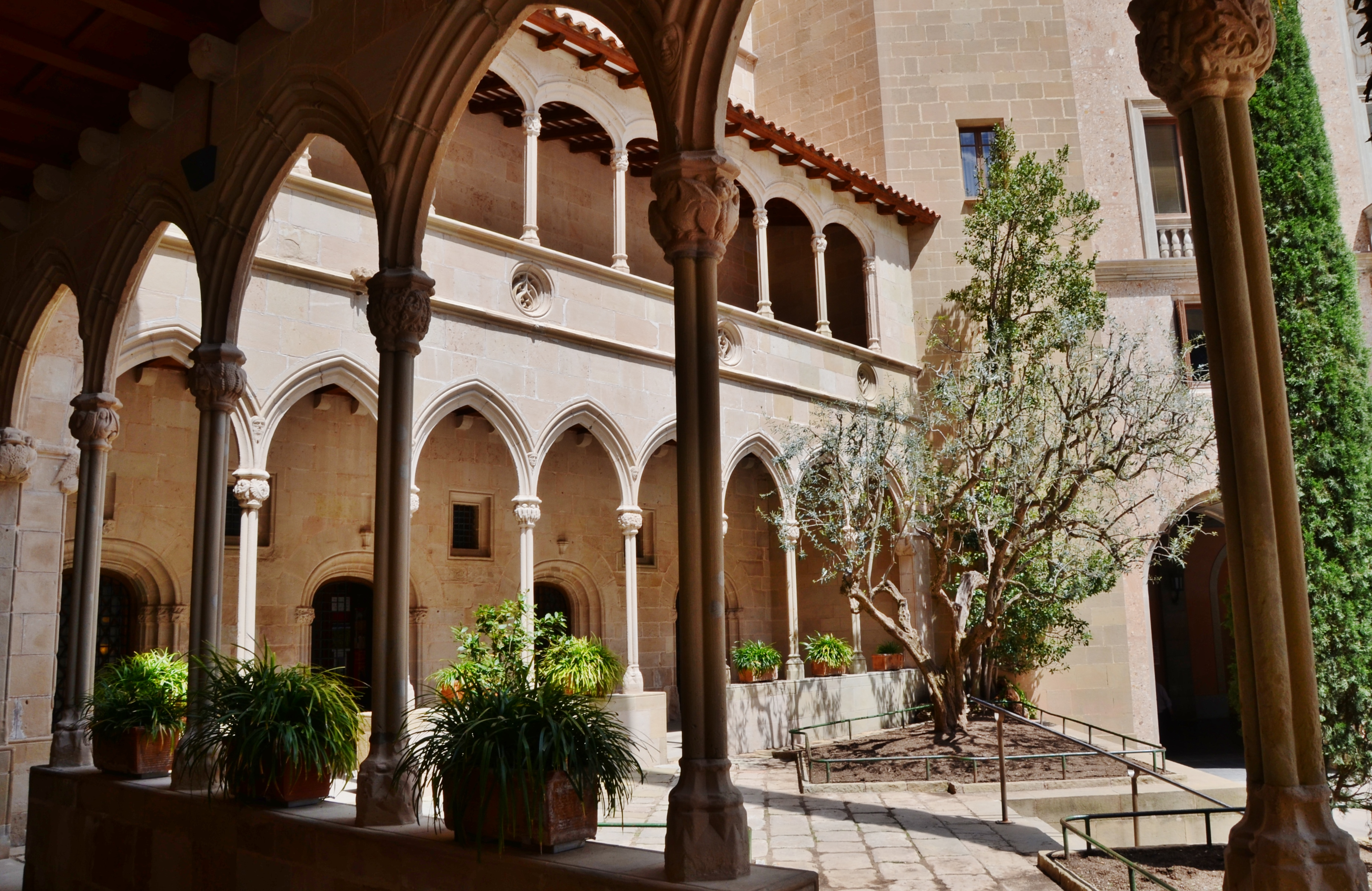
Claustre de Montserrat

Jaume Alfons (?, segle XV) fou un arquitecte català, ciutadà de Barcelona.
Documentat des del 1467. Amb el mestre d'obres Pere Basset, fou l'autor dels claustres gòtics del monestir de Sant Jeroni de la Murtra (Barcelonès) (1469-1478) i del monestir de Montserrat (contractat el 20 de setembre de l'any 1476).